# Kirke (bygning)
 For alternative betydninger, se Kirke. (Se også artikler, som begynder med Kirke)
En kirke er en bygning, hvor kristne ritualer udføres og menigheden samles.

## Etymologi
Kirke kommer af det græske kyriakós, "det som hører Herren til". Ordet bruges i den autoriserede danske bibeloversættelse af 1992 til at betegne det græske ord ekklesia, som på græsk var betegnelse for en forsamling af frie borgere. Det er i denne betydning, at ordet anvendes i kristen sammenhæng, bl.a. i det Ny Testamente, Apostlenes Gerninger 19,39.

## Danske kirkebygninger
De tidligste kirkebygninger i Danmark var af træ. Ingen af dem er bevaret. Mange af de ældste kirker i Danmark er bygget af kløvet kamp, granitkvadre, frådsten og kridtsten. Fra 1200-tallet blev de fleste opført af tegl.
I alt er der (ca.) 2.385 kirker inden for folkekirken i Danmark.
Opdeling efter opførelse giver:
- 1100-tallet-1535: 1740 (73 % af samtlige)
- 1536-2011: 646 (27 % af samtlige)[2]

Mange kirker står i rå sten, mens andre er kalket hvide. Nogle få er kalket i okkerfarver i nuancer fra lys gul til mættet rød.
De ældste danske kirker er bygget i romansk stil, som er baseret på et firkantet meget spartansk skib og et kor – og snart blev en apsis tilføjet. Tjørring Kirke er et godt eksempel på en romansk kirke.
Den ældst bevarede danske kirke er kryptkirken under Vor Frue Kirke i Århus, (sammen med Dalby kirke i Skåne som dengang var dansk) som har en hvælving fra 1060, det ældste hvælvede rum i Norden. Sankt Jørgensbjerg Kirke i Roskilde er fra 1080.
Kirkebyggeriet udviklede sig fra romansk stil med inspiration fra Sydeuropa til gotisk stil, en mere prangende stil under indflydelse af de øverste kirkemænds ønsker om at vise magt. De gotiske kirker er typiske med hvælvede lofter som i Roskilde Domkirke og Århus Domkirke.
I det seneste århundrede er der ikke benyttet en karakteristisk stil. Arkitekterne har mere eller mindre frie tøjler, blot det krævede indhold var i kirken. Et sådant eksempel er Grejsdal Kirke.
De fleste kirker i Danmark kan bruges som kompas, da bygningen tit er med kirketårnet mod vest og koret (med alteret i) mod øst. Det skyldes, at den kristne kirke overtog de officielle romerske basilikaer fra Romerriget. I basilikaens østende var den romerske kejserkults Sol Invictus, som blev erstattet af kristne symboler som Jesus på korset. Stepping Kirke og Hobro Kirke har tårnet orienteret mod øst.